# Soyuz 5
Soyuz 5 (ou Soyuz 4/5 em russo:  Союз 5 - União 5) foi a quarta missão tripulada do programa Soyuz e uma missão foi conjunta com a Soyuz 4. A missão foi lançada em 15 de janeiro de 1969. Os cosmonautas que formaram a tripulação foram Boris Volynov, Aleksei Yeliseyev e Yevgeny Khrunov, embora apenas  Volynov tenha retornado na nave, já que houve transferência de tripulação para a Soyuz 4 (e por isto a missão também se chama Soyuz 4/5).

## Tripulação

### Lançamento
| Posição             | Cosmonauta        | Duração        | Pousou na |
| ------------------- | ----------------- | -------------- | --------- |
| Comandante          | Boris Volynov     | 3d 00h 54m 15s | Soyuz 5   |
| Engenheiro de voo 1 | Aleksei Yeliseyev | 1d 23h 45m 50s | Soyuz 4   |
| Engenheiro de voo 2 | Yevgeny Khrunov   | 1d 23h 45m 50s | Soyuz 4   |

### Pouso
| Posição    | Cosmonauta    |
| ---------- | ------------- |
| Comandante | Boris Volynov |

## Missão
As atividades desta missão incluíram pesquisa científica, médica, testes dos sistemas da nave, rendez-vous, acoplamento, testes para construção de uma estação espacial e transferência de tripulação. A atividade extraveicular (EVA) desenvolvida na missão teve a duração de 1 hora. As naves permaneceram durante 4 horas e 35 minutos acopladas.
Volynov patrocinou uma das mais estranhas reentradas da história da exploração espacial, já que um defeito impediu que o módulo de serviço da nave Soyuz se soltasse, ocasionando a sua queima e a reentrada em uma posição não convencional da nave. Por isto, ocorreu problemas no sistema de foguetes de pouso, e a descida foi mais dura que o normal e Volynov quebrou um dente na colisão com o solo.
Estava programada uma solenidade no Kremlin para felicitar os cosmonautas, mas a mesma foi cancelada devido a uma tentativa de assassinato do líder soviético Leonid Brezhnev. Os tiros atingiram o carro onde estavam os cosmonautas Beregovoi, Leonov, Andrian Nikolayev e Valentina Tereshkova, mas ninguém se feriu.